# Cypella oreophila
Cypella oreophila är en irisväxtart som beskrevs av Carlos Luis Spegazzini. Cypella oreophila ingår i släktet Cypella, och familjen irisväxter. Inga underarter finns listade i Catalogue of Life.